# Parque Residencial Savóia
O Parque Residencial Savóia ou Parque Residencial Sabóya é um conjunto residencial de 14 sobrados no bairro dos Campos Elíseos, na região central da cidade de São Paulo. Está localizado na Rua Vitórino Carmilo, ocupando os números 453 a 473. Foi construído na década de 1930 pelo engenheiro Arnaldo Maia Lello para abrigar a família do imigrante polonês Salvador Markowicz e servir como complemento de renda, uma vez que as habitações excedentes eram alugadas por famílias de classe média.
Passou por um processo de degradação até a década de 1980, mas foi restaurado e chegou a ser cenário de novelas, comerciais e programas de TV nas décadas de 1990 e  2000. Atualmente, os sobrados são alugados apenas por escritórios, mas a construção preserva suas características originais, inclusive proibindo a circulação de carros, animais e pessoas estranhas nas dependências da vila residencial.
É um patrimônio histórico tombado em 2009 pelo Condephaat, devido a excepcionalidade do conjunto, características arquitetônicas, qualificado material de construção e perfeita integração ao ambiente urbano.

## História

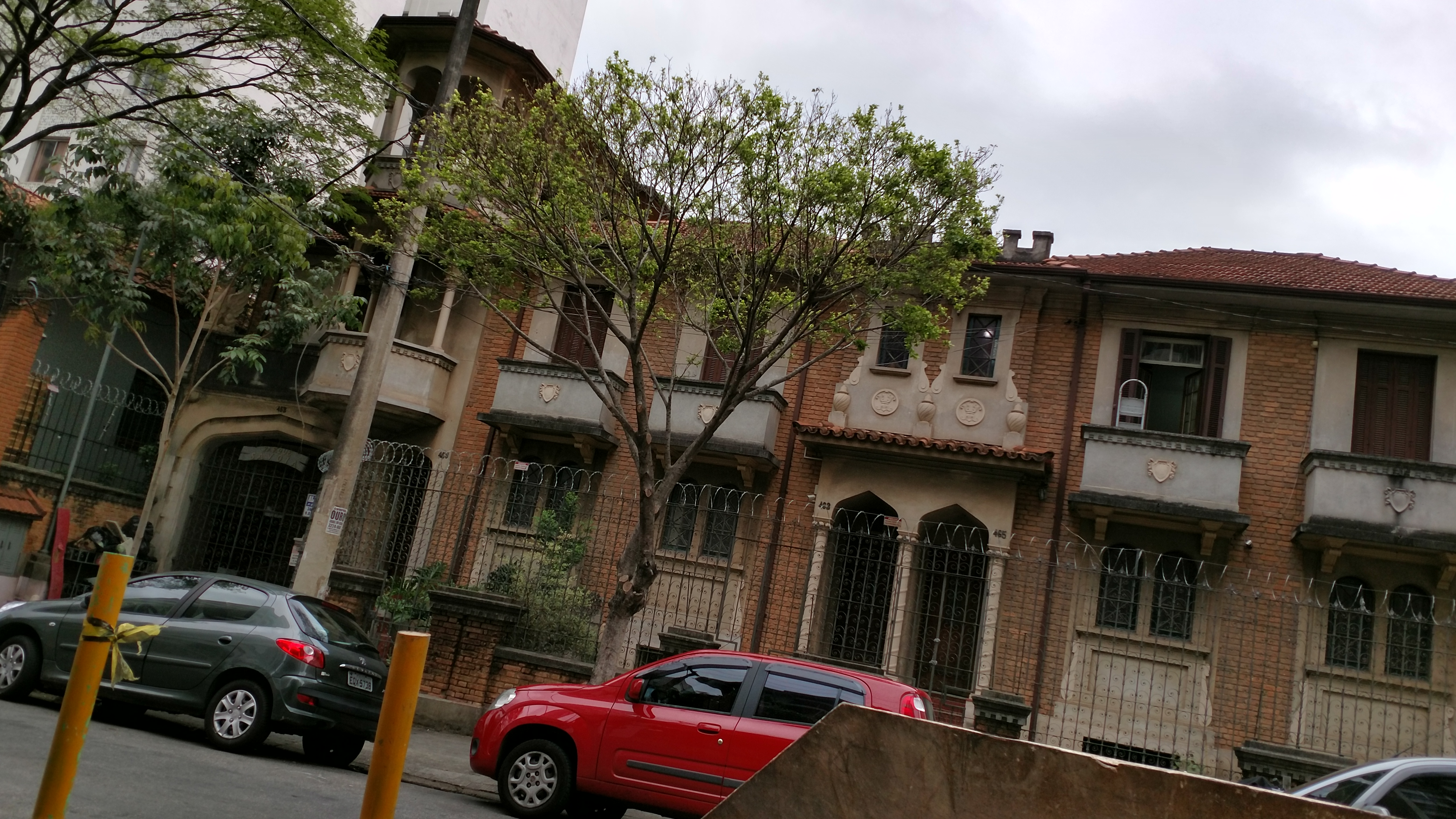
Vista geral da fachada do Parque Residencial Savóia

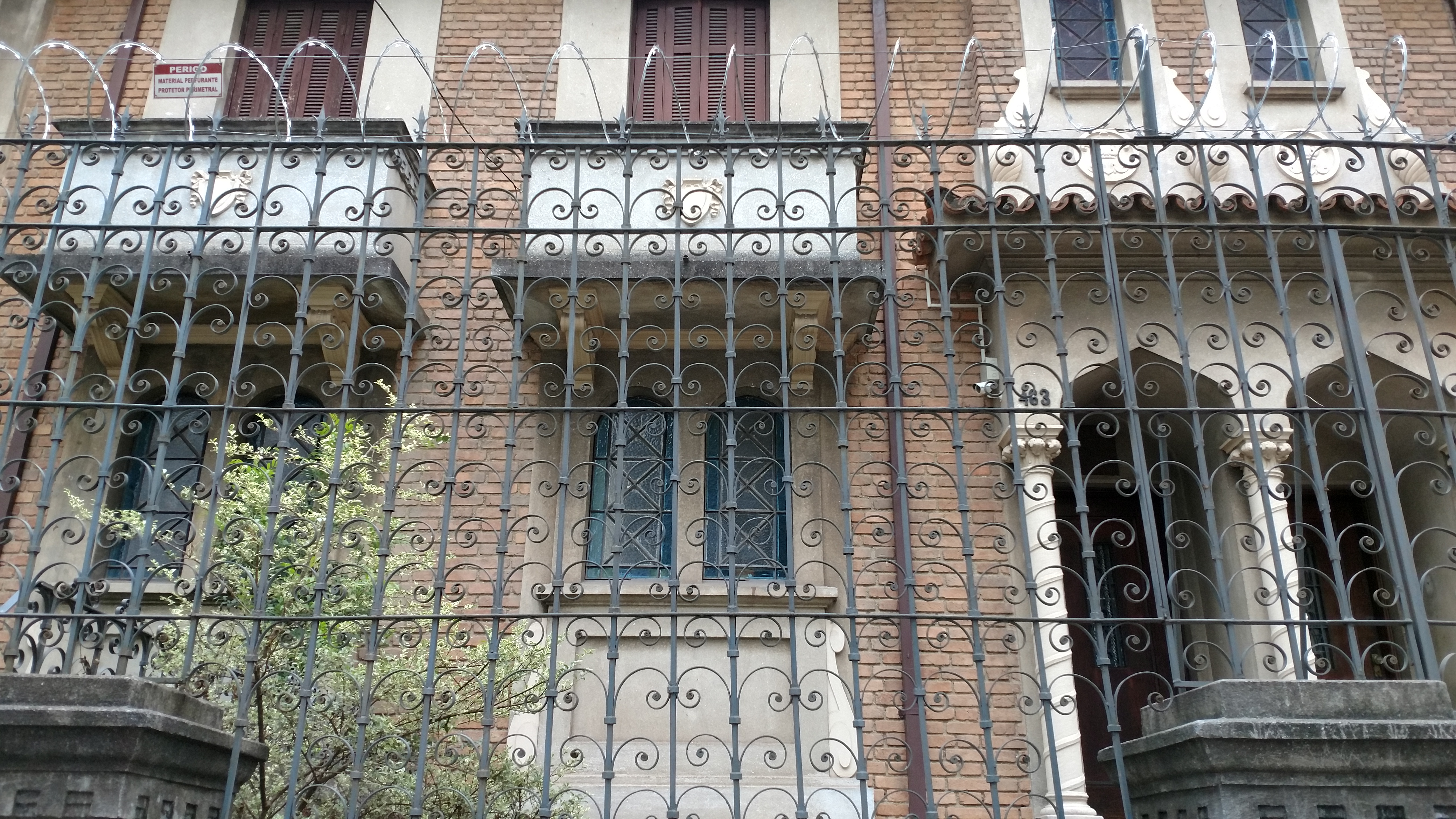
Fachada com destaque para a casa 463

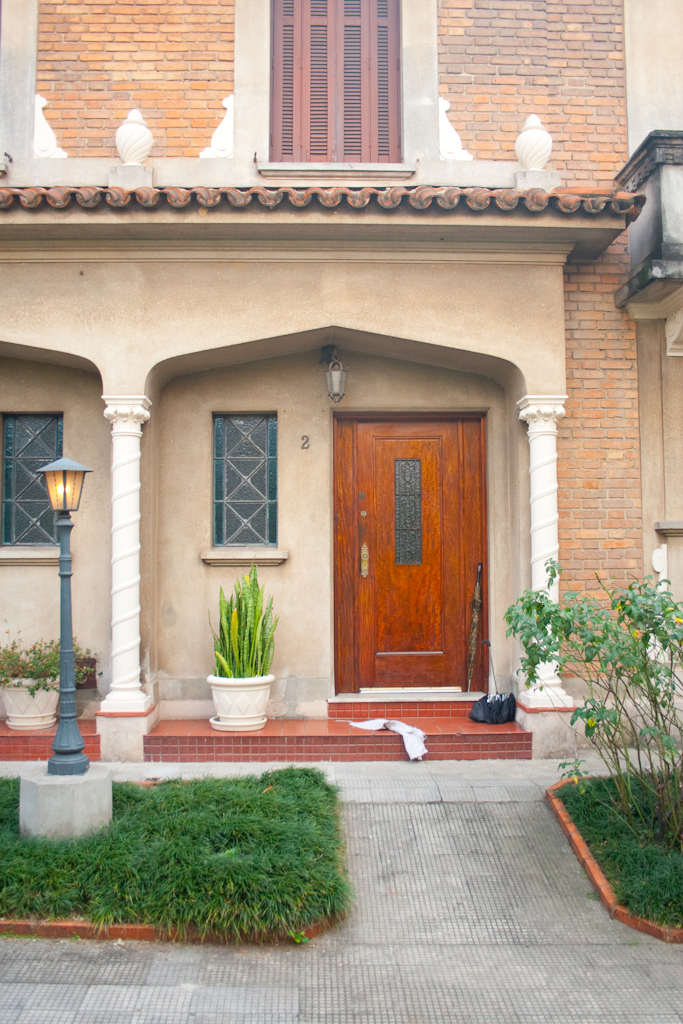
Entrada da casa 453-2, por meio da rua interna

### Antecedentes históricos
Em plena Metrópole do Café, por volta de 1900, a população paulista crescia de forma exponencial, onde a indústria nascente carecia de braços especializados e operantes, em busca de riqueza e inserção social. E era na capital paulista que concentrava-se o grande empório comercial da América Latina, para onde convergiam as safras de cafeeiras e também empreendimentos comerciais e financeiros em busca das novas oportunidades comerciais.

Beirando as ferrovias, se instalava o mais intenso fluxo populacional e a fixação de indústrias estimulava ainda mais o loteamento de áreas próximas. Surgiam os primeiros bairros próximos, tais como Barra Funda, Brás, Mooca, Lapa, Luz. A crescente insalubridade, os riscos epidêmicos provinham dos cortiços e estruturas formadas pela população operaria espoliada, que começou a se tornar uma ameaça constante trazendo a tona a questão da moradia com urgência, e para alguns casos as Vilas se mostraram como solução ideal, incentivada e apoiada pelo governo.

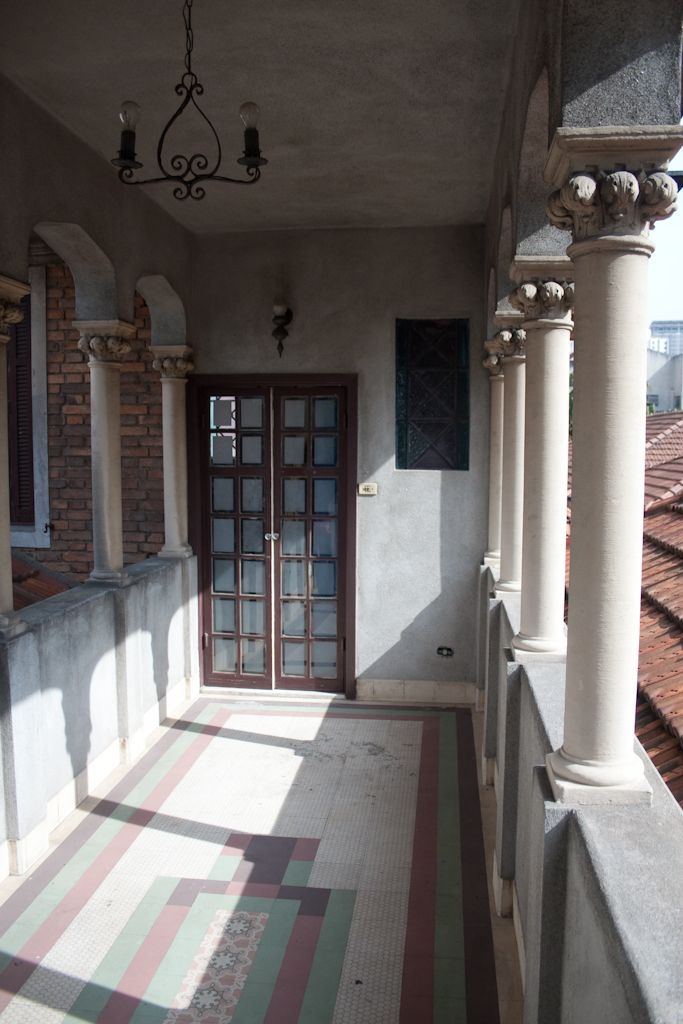
Vista interna da torre do Parque Residencial Savóia

### Construção
Construído e projetado em 1939 pelo engenheiro Arnaldo Maia Lello, mesmo autor do edifício do antigo Teatro Paramount, atualmente Teatro Renault, o Parque Residencial Savóia foi pensado para abrigar a família do proprietário, o engenheiro mecânico polonês Salvador Markowicz. As unidades residenciais excedentes serviam como complemento de renda e eram alugadas por famílias de classe média. O nome é uma referência à cidade natal da esposa de Markowicz, Turim, na Itália, berço dos Savoia.
É uma das vilas residenciais que se tornaram bastante comuns entre as décadas de 1920 e 1950 na cidade de São Paulo. Esse grupo inclui também a Vila dos Ingleses, conjunto de 28 casas erguido em 1918 no bairro da Luz, voltado para engenheiros estrangeiros, principalmente ingleses, que trabalhavam na construção da Estrada de Ferro Santos-Jundiaí. Outra construção semelhante é a Vila Economizadora, tombada pelo Condephaat em 1980, que abrigava pessoas que trabalhavam na cidade em função dos lucros gerados pelo café, da construção das estradas de ferro, da presença da mão de obra dos imigrantes e da industrialização no início do século XX.
As vilas residenciais da época se caracterizavam por uma rua particular com acesso a um pátio rodeado de habitações unifamiliares. Por serem destinadas a funcionários de nível mais alto, tinham padrão de conforto superior ao encontrado nas moradias operárias.

### Deterioração e recuperação
Passou por um processo de degradação, quase chegando a virar cortiço na década de 1980, mas foi restaurado e utilizado como cenário de novelas, comerciais e programas de TV nos anos seguintes.
O filme curta-metragem Amigo Secreto (2004), dirigido por Marcio Salem, se passa no Parque Residencial Savóia. O episódio de abertura do programa infantil Castelo Rá-Tim-Bum, da TV Cultura, apresenta a vila em primeiro plano, com o castelo fictício da série ao fundo em uma das cenas. O conjunto residencial também foi palco de capítulos de novelas da TV Record e TV Bandeirantes, bem como de comerciais da marca de cosméticos Avon e da fabricante brasileira de chocolates Cacau Show.

## Arquitetura

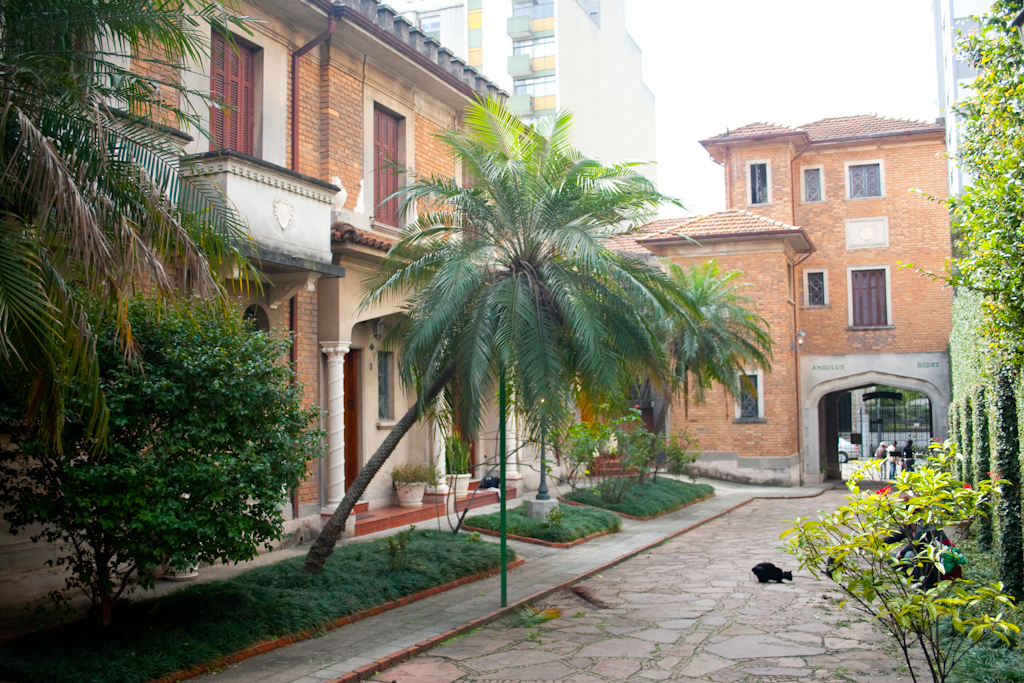
Vista do jardim. Ao fundo, a inscrição "Angulus ridet", em latim ("Um ângulo que sorri", em português)

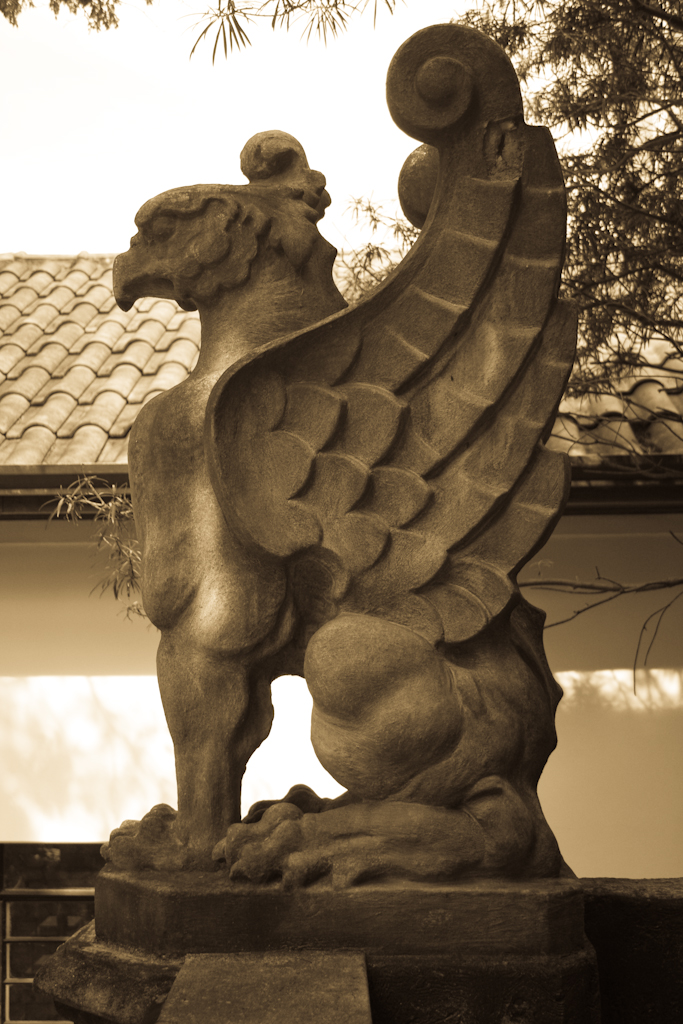
Um dos ornamentos em estilo grego

O conjunto residencial é formado por 14 sobrados de arquitetura eclética, projetados pela Sociedade Arnaldo Maia Lello Ltda de acordo com as exigências de Salvador Markowicz. Assim como outras vilas de classe média construídas entre as décadas de 1920 e 1950, dispõe de uma rua particular, uma área comum espaçosa com arborização e estilos arquitetônicos inspirados no pitoresco e no ecletismo, que atraíam mais clientela.
As unidades habitacionais do Parque Residencial Savóia são unifamiliares, possuem tijolos aparentes e são decoradas com elementos de inspiração florentina. Também é possível notar ornamentos como gárgulas e colunas em estilo grego, além de jardins com roseiras, palmeiras e uma grande figueira.
Cinco habitações podem ser acessadas diretamente por meio de portões na Rua Vitórino Carmilo, as casas 453, 459, 463, 465 e 473. Já as casas 453-1, 453-2, 453-3, 453-4, 453-5, 453-6, 453-7, 453-8 e 453-9 estão localizadas dentro da vila residencial, com entrada apenas por meio da rua particular do conjunto.
No átrio do parque residencial, há quatro inscrições em latim que demonstram a influência romana na construção da vila:
- Pro aris et focis (Para casa e lareira);
- Caeli enarrant gloriam Dei, et opera manuum ejus annuntiat firmamentum (Os céus declaram a glória de Deus e o firmamento anuncia a obra das suas mãos);
- Juris praecepta sunt haec: honeste vivere, alterum non laedere sum cuique tribuere (Os preceitos do direito são estes: viver honestamente, não prejudicar o outro, dar a cada um o que é seu);
- Angulus ridet (Um ângulo que sorri).

## Significado histórico e cultural
O Parque Residencial Savóia é patrimônio histórico do estado de São Paulo desde 2009, depois de passar por um processo de tombamento que levou 15 anos para ser concluído. O parecer favorável ao tombamento foi publicado no Diário Oficial do Estado no dia 16 de julho de 2009 pelo Condephaat.
O processo de tombamento destaca a vila residencial pelo “caráter original de sua implantação urbanística e distinção na paisagem local, seja pela excepcionalidade do conjunto, por suas características arquitetônicas, pelo qualificado material de construção e pela sua perfeita integração ao ambiente urbano”.
O conjunto residencial foi construído na época em que o município de São Paulo passava por um processo de industrialização acelerado, com destaque para a fundação das Indústrias Reunidas Fábricas Matarazzo, no bairro vizinho da Barra Funda, que foram o maior complexo industrial da América Latina. A construção de novas habitações era necessária para atender à explosão demográfica no início do século XX, quando a cidade passou de 239.820 habitantes em 1900 para 579.033 habitantes em 1920 e 1.326.261 habitantes em 1940.

### Tombamento

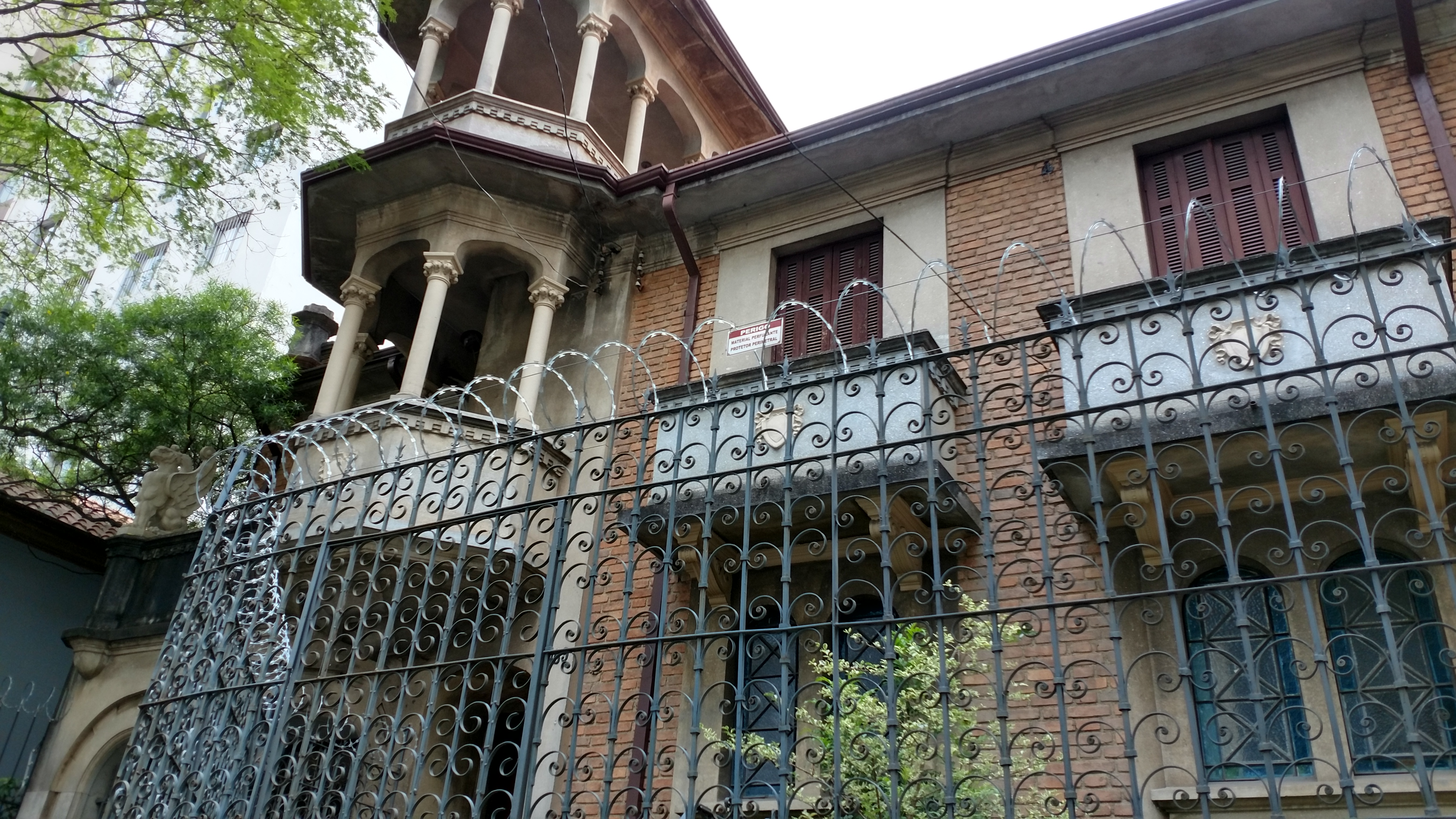
Gradil de ferro, com visão para a torre e as sacadas das casas 453 e 459

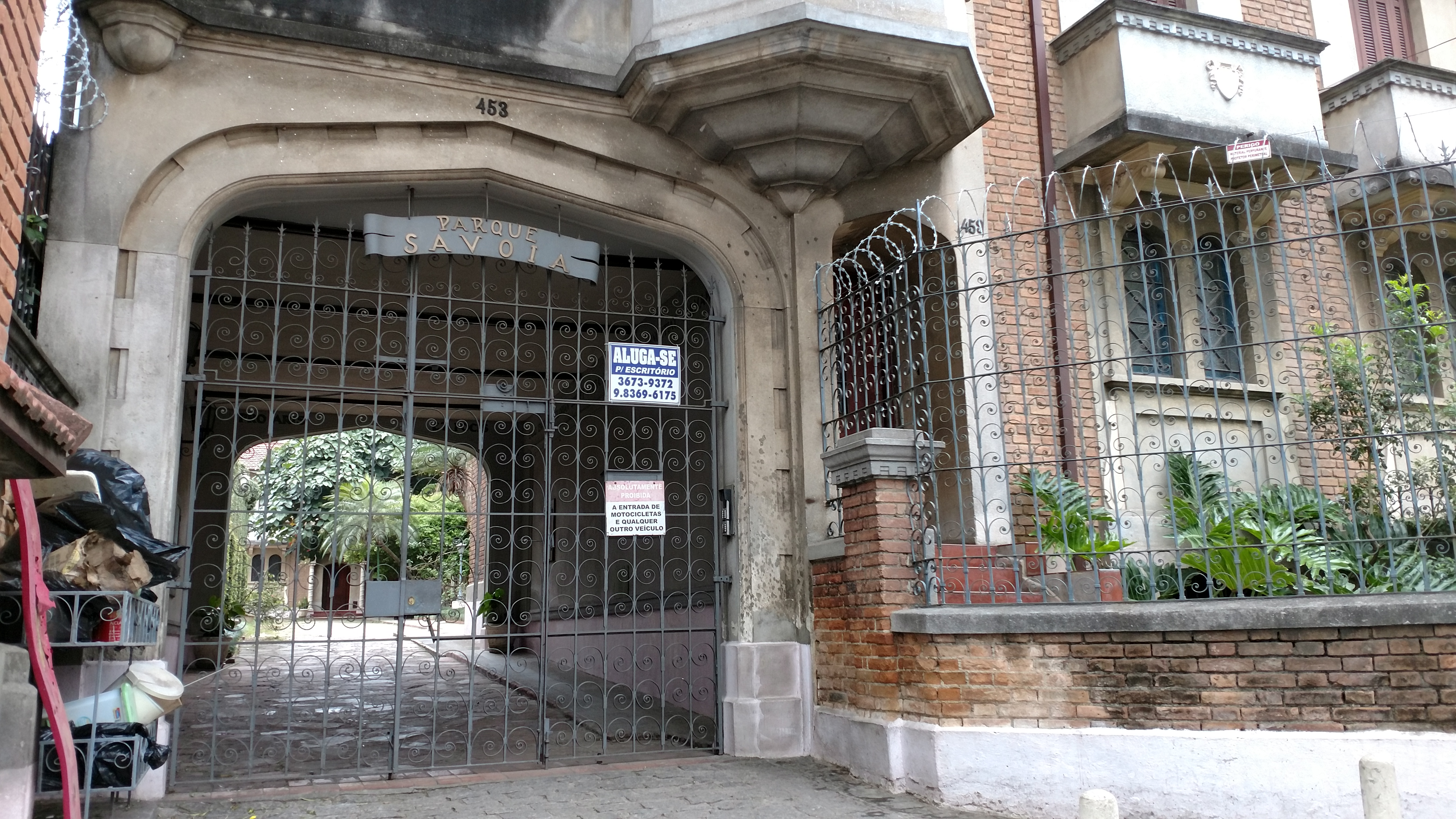
Entrada principal, com a placa "Parque Savoia"

De acordo com o processo de tombamento SC 32.225/94, estão protegidas as seguintes edificações e elementos, sendo que qualquer intervenção deverá ser aprovada previamente pelo Condephaat:
"I - Do portal às edificações com fachadas para a Rua Vitorino Carmilo:
a) portal de ferro com gradil, trazendo placa com a denominação Vila Savoia, referente ao número 453;
b) configuração arquitetônica e ornamental do átrio de entrada e do arco do pórtico de entrada;
c) muratura do conjunto;
d) casas no. 459, 463, 465 e 473, com fachadas;
II - Na área interna do pátio:
a) casas no. 453-1, no. 453-2, no. 453-3, no. 453-4, no. 453-5, no. 453-6, no. 453-7, no. 453-8, no. 453-9, com fachadas e gradis entre as casas;
b) a concepção paisagística, que inclui os canteiros ajardinados, piso, vaso em forma de compoteira sobre pedestal, pérgola e respectivos bancos, mesa dos fundos, suporte de árvore, portões internos, luminárias externas, trave, chafariz e respectivo painel de azulejos."

## Estado atual
Atualmente, o conjunto é administrado pelo herdeiro Salvatore Iungano, neto de Salvador Markowicz. As unidades habitacionais são alugadas apenas por escritórios, embora mantenham suas características residenciais. Uma placa na entrada avisa sobre a proibição de pessoas estranhas no local. O acesso a carros, bicicletas e cachorros é proibido.
Um de seus ocupantes foi a Casa da Cultura Digital, coletivo formado por dez pequenas empresas com cerca de 40 pessoas, a maioria voltada para produção de conteúdo digital. Os gastos com aluguel e despesas fixas, bem como a cozinha, sala de reuniões e espaço de eventos, eram compartilhados entre o grupo.
O bairro dos Campos Elísios, que chegou a abrigar o Palácio dos Campos Elísios, antiga residência do governador do estado de São Paulo, passou por um processo de degradação ao longo das últimas décadas, com o surgimento de uma área conhecida como Cracolândia, onde se desenvolveu tráfico de drogas e prostituição. Paralelamente, houve problemas de roubo nas casas externas da vila residencial, e a calçada em frente ao conjunto passou a ser ocupada por pessoas em situação de rua.

## Galeria

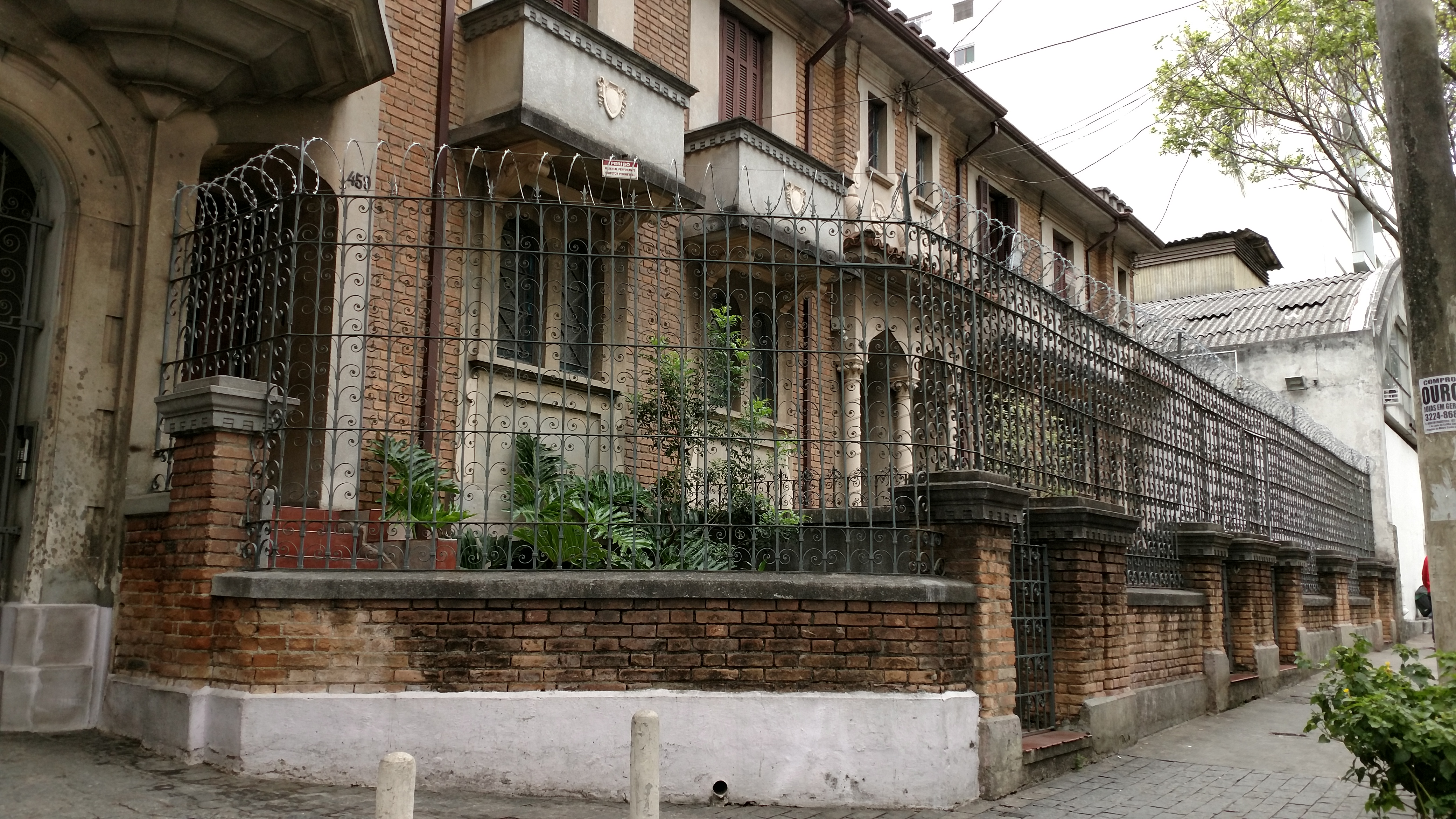
Gradil de ferro do Parque Residencial Savóia, com destaque para a casa 459
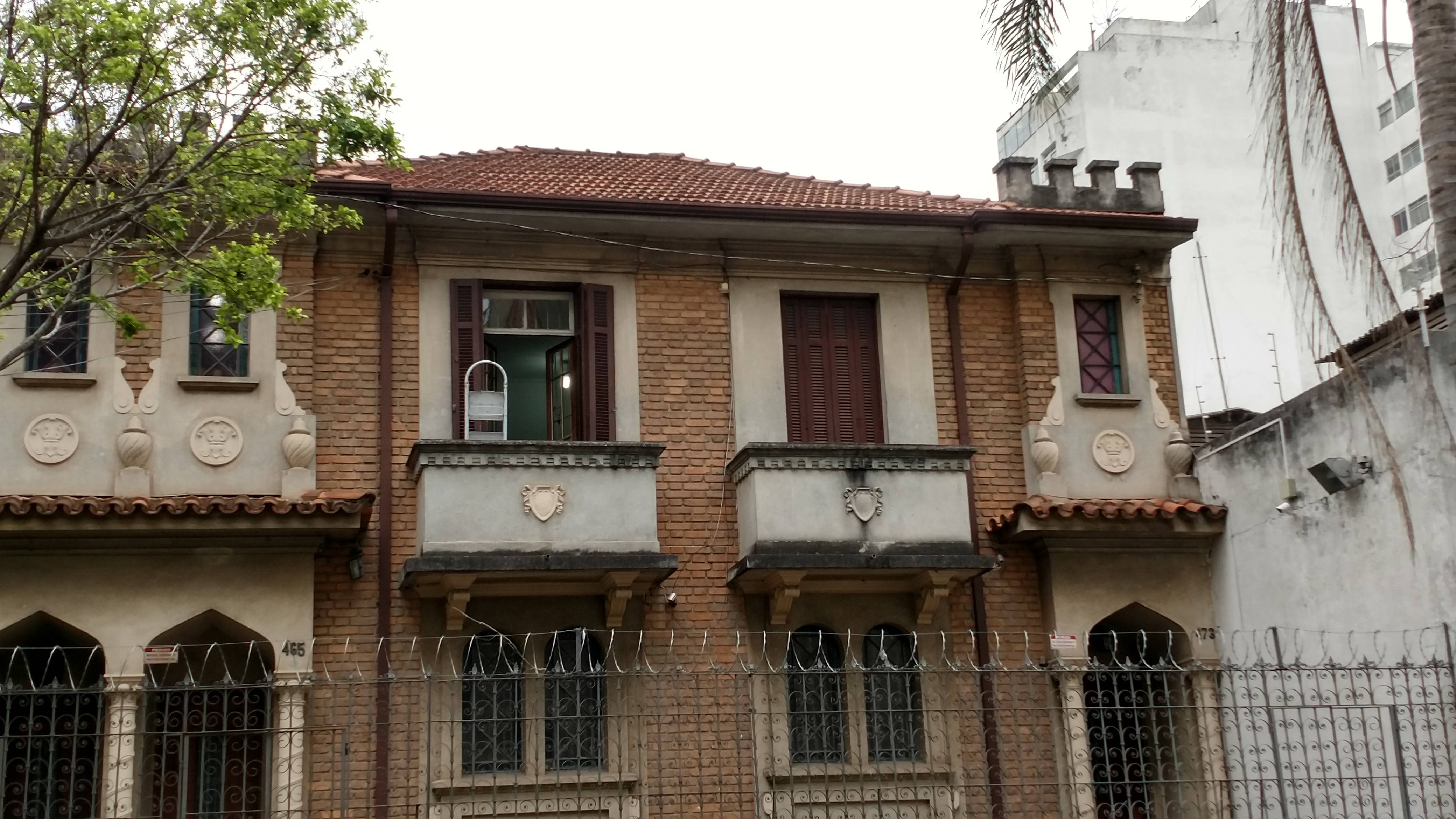
Fachada com destaque para as casas 465 e 473
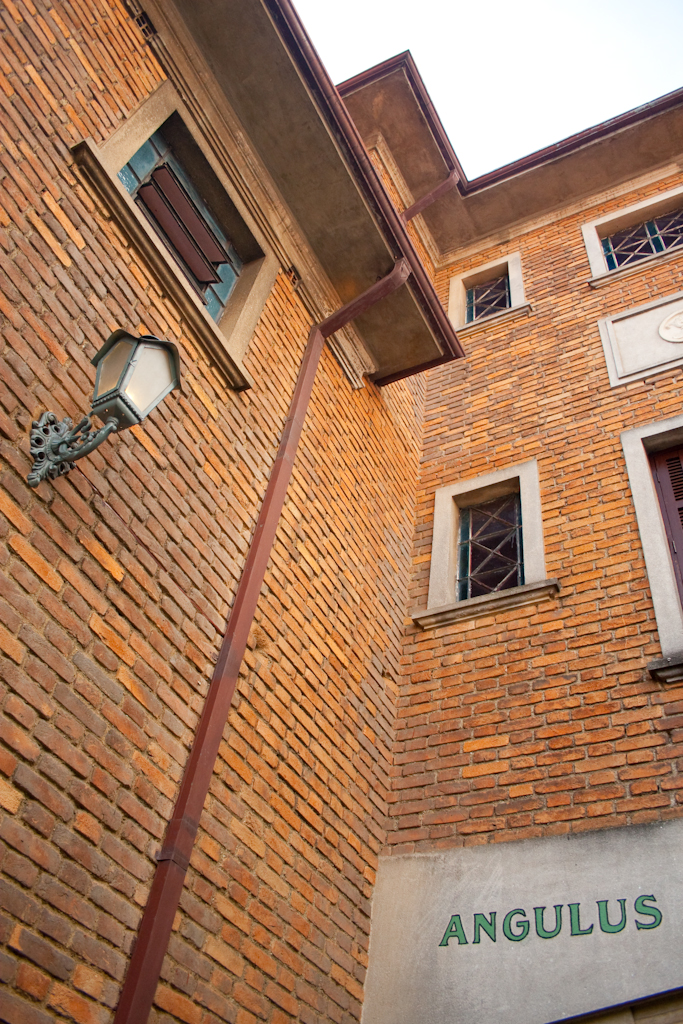
Parede com parte da inscrição "Angulus ridet", em latim ("Um ângulo que sorri", em português)
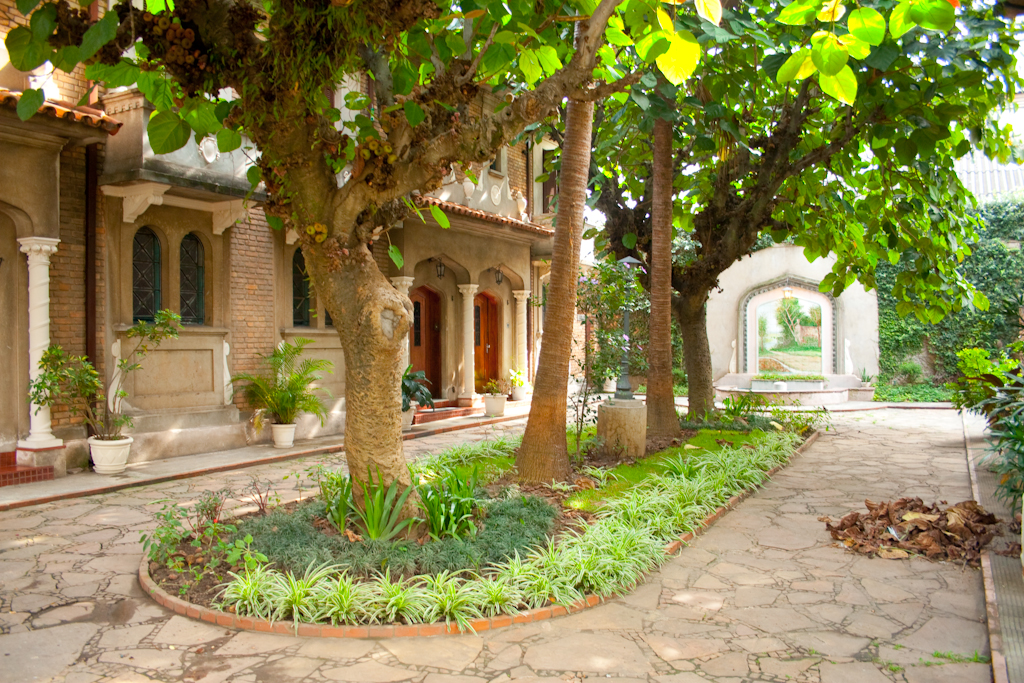
Vista do jardim, com a fonte ao fundo
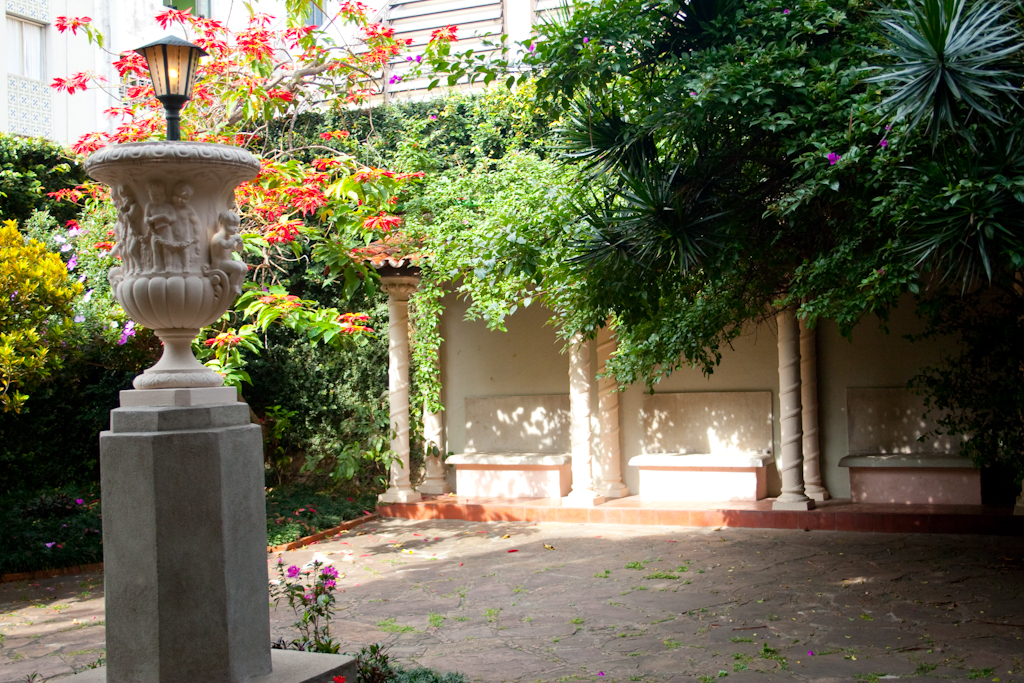
Vista do jardim, com detalhe para ornamento em estilo grego
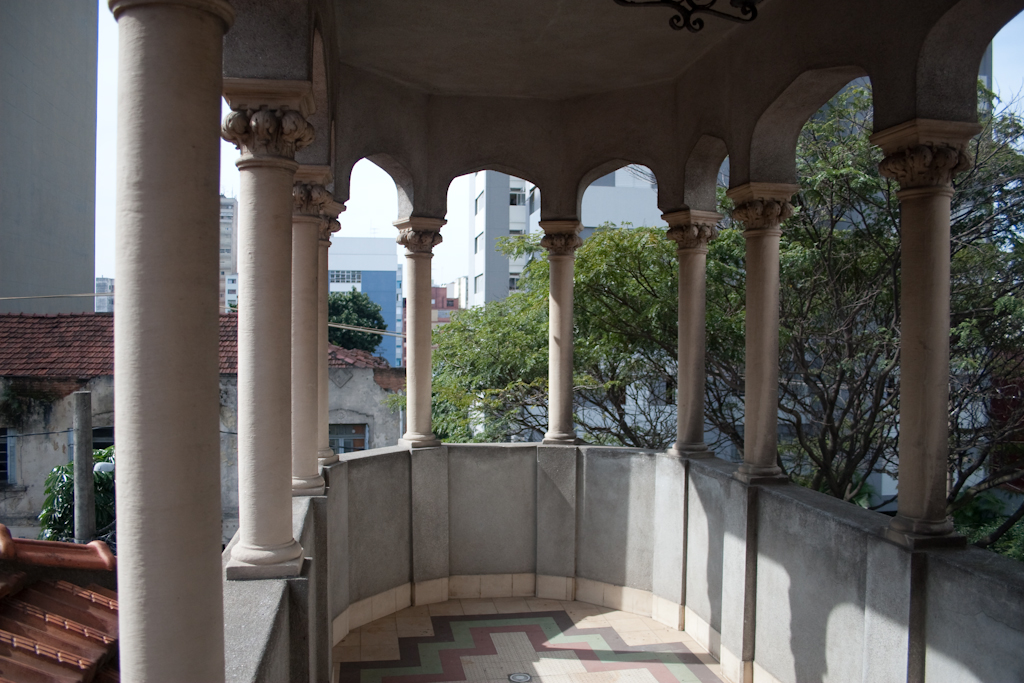
Vista da torre para a Rua Vitórino Carmilo